# Léon Hanolet

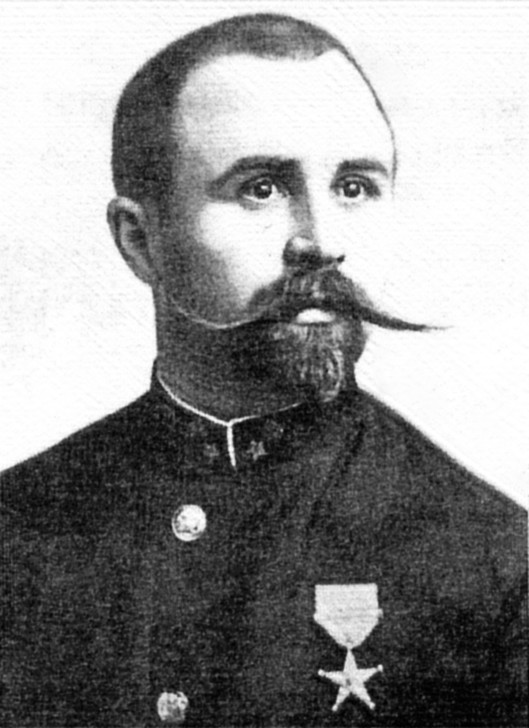
Léon Hanolet (ca. 1895)

Léon Charles Êdouard Hanolet (* 25. November 1859 in Mehaigne-Eghezée; † 1. Dezember 1908 in Saint-Josse-ten-Noode) war ein belgischer Offizier und leitender Angestellter des Kongo-Freistaats.
Hanolet begann seine Militärkarriere im 6e régiment d’infanterie, am 25. Juni 1883 wurde er zu Sous-lieutenant der 13e régiment d’infanterie befördert. 1888 trat er in die Dienste des Kongo-Freistaates. Nach mehrmonatigem Aufenthalt in Bas-Congo trat er im Mai 1889 einer von Alphonso van Gèle organisierten Expedition den Ubangi hoch bei. Am 25. Juni erreichte die Expedition Zongo, wo Hanolet abgesetzt wurde, um dort eine Station aufzubauen. Die Station war für den Kongo-Freistaat wichtig, um das Ubangi-Gebiet kontrollieren zu können. Im Mai 1891 übergab er das Kommando und kehrte nach Europa zurück. Im darauffolgenden Jahr ging er wieder in den Kongo, wo er in Bangassou eine Station übernahm. Von dort aus fuhr er mit der Erschließung des Gebietes fort. Hanolet wurde Paul Le Marinel abgelöst und brach im Februar 1894 zu einer Expedition nach Norden auf. Als sich der Kongo-Freistaat und Frankreich im August 1894 über Mbomou als Grenze einigten, musste Hanolet sich zurückziehen und kehrte 1895 nach Europa zurück. Er blieb dort nur ein Jahr und ging als Commissaire Général nach Makanza wieder in den Kongo. Im November 1897 folgte er auf Louis Napoléon Chaltin, der kurz zuvor die Mahdisten besiegt hatte, als Leiter der Lado-Enklave. Jedoch kam es auch in der nachfolgenden Zeit zu Angriffen der Mahdisten und Hanolet musste die Verteidigung organisieren. Im Januar 1899 verließ er Lado Richtung Europa, 1901 kehrte er aber wieder dorthin zurück. Er entwickelte die Enklave; ein wichtiges Bauprojekt war eine Straßenverbindung nach Dungu. 1903 kehrte er endgültig nach Europa zurück und arbeitete bis zu seinem Tod für die Abir Congo Company.